# والي بروستر
والي بروستر (بالإنجليزية: James "Wally" Brewster, Jr.)‏ هو دبلوماسي أمريكي، ولد في 1960 في ليندايل في الولايات المتحدة.